# Rückkehr aus einer anderen Welt
Rückkehr aus einer anderen Welt (Alternativtitel: Der Mann, der aus dem Eis kam; Iceman – Der Mann, der aus dem Eis kam; Originaltitel: Iceman) ist ein US-amerikanisches Science-Fiction-Filmdrama aus dem Jahr 1984. Regie führte Fred Schepisi, das Drehbuch schrieben John Drimmer und Chip Proser.

## Handlung
Wissenschaftler finden in der Arktis einen vor 40.000 Jahren eingefrorenen Menschen, der aufgetaut und wiederbelebt wird. Der Anthropologe Stanley Shephard und Diane Brady verbringen viel Zeit mit ihm und geben ihm den Namen Charlie. Mit der Zeit freunden sie sich mit Charlie an und entdecken, dass er offensichtlich während einer Traumreise eingefroren war, die er antrat, weil seine Familie bedroht war und nicht überleben konnte. Darauf betrachten sie es als unmenschlich, dass ihre Kollegen – darunter Dr. Singe – Charlie zum Forschungsobjekt degradieren wollen. Shephard verhilft Charlie zur Flucht aus der Forschungsstation. Der von ihm als göttliches Zeichen angesehene Hubschrauber will ihn einfangen, doch Charlie hängt sich an die Kufen und fällt zuletzt in die Tiefe.

## Kritiken
Filmdienst schrieb, der Film sei „unspektakulär“ und „liebevoll“. Er rege zum Nachdenken „über die Verantwortung der Wissenschaft und die verloren gegangene Unschuld des einfachen Lebens“ an.
Die Zeitschrift Cinema bezeichnete den Film als ein „Frostiges, kluges Science-Drama“ und als „Spannende, rührende Wissenschaftskritik“.

## Hintergründe
Der Film wurde in Churchill (Manitoba) und in Stewart (British Columbia) gedreht. Er startete in den Kinos der USA am 13. April 1984.